# The Narrator (Fight Club)
The Narrator é um personagem fictício que aparece como protagonista e antagonista do romance Fight Club, de Chuck Palahniuk, na adaptação cinematográfica de mesmo nome de 1999, no jogo eletrônico baseado no filme, e na HQ Fight Club 2. O personagem se questiona ter transtorno dissociativo de identidade ou esquizofrenia no livro, e é retratado como um homem sem nome conhecido como o Narrador, durante o dia, enquanto ele se torna o caótico e carismático Tyler Durden à noite, durante os períodos de insônia.
Em 2008, Tyler foi selecionado pela Empire magazine como o melhor personagem do filme de todos os tempos. Quando a lista foi refeita em 2015, ele foi colocado no número 8.

## Aparições

### Romances

#### Pursuit of Happiness(1995)
O Narrador apareceu pela primeira vez em sete páginas da estória em 1995, compilação Pursuit of Happiness. Esta história mais tarde se tornou o capítulo seis do livro Fight Club, que Palahniuk publicou em 1996.

#### Fight Club(1996)
No romance de 1996, o Narrador é representado como um homem classe média sem nome e de uma companhia de automóveis, onde ele inspeciona acidentes de carro para determinar se um modelo de automóvel deve ser reparado. Sofrendo de insônia e depressão, ele começa a visitar grupos de apoio para pessoas doentes. Isso induz catarse dentro dele, capacitando-o para o sono. Quando uma mulher chamada Marla Singer começa a aparecer em seus grupos, sua euforia é quebrada e sua insônia retorna.
Ele encontra um homem chamado Tyler Durden enquanto estava sozinho em uma praia de nudismo, e começa a viver com ele depois da explosão de seu condomínio devido a causas desconhecidas. A dupla estabelece uma reunião semanal conhecida como "clube da luta", no qual eles e outros homens podem se empenhar em lutas a mãos nuas. Depois de Marla chama a sua residência, ameaçando de suicídio, Tyler e Marla começam um caso que faz com que o Narrador se sinta desconfortável. Tyler cria uma organização conhecida como "Project Mayhem", a fim de promover agressivamente os seus ideais anti-consumista, mas o Narrador torna-se cada vez mais desconfortável com o grupo e como suas atividades tornam-se mais destrutivas.
O Narrador descobre que ele e Tyler são, na verdade, a mesma pessoa, como sua mente formou-se uma nova personalidade que foi capaz de escapar dos problemas que atormentavam a sua vida. Com a ajuda do Projeto Mayhem, os planos de Tyler eram destruir um arranha-céu e um museu nacional, usando os explosivos caseiros. Estes explosivos foram criadas através dos roubos dele, as gorduras de lipoaspiração em clínicas, que foram usados para criar os ingredientes das bombas. Os planos de Tyler eram de morrer ao lado do Narrador como um mártir durante o evento. Ao Tentar parar as ações de Tyler, o Narrador sobe para o telhado do edifício, onde Tyler o prende com uma arma. Quando Marla chega no telhado com um dos grupos de apoio, Tyler desaparece, como Tyler ", foi uma alucinação, não dela."
Como o Tyler se foi, o Narrador aguarda os explosivos para matar ele. O mau funcionamento da bomba, como Tyler misturou parafina nos explosivos. Ainda vivo e segurando a pistola de Tyler, o Narrador faz a escolha de atirar em si mesmo. Mais tarde, ele recobra a consciência em um hospital mental, acreditando que ele está no Céu, e imagina um argumento com Deus sobre a natureza humana. O romance termina com o Narrador sendo abordado por funcionários do hospital que, na verdade, são membros do Projeto Mayhem.
O Narrador não tem um nome no romance, ainda é muitas vezes referido como "Joe", devido a suas citações tais como "eu sou [em branco] do Joe ". Estas citações referem-se ao narrador, e é a leitura dos artigos mais antigos do Reader's Digest em que os órgãos humanos escrevem sobre eles mesmo na perspectiva de primeira pessoa.

#### Fight Club 2(2015)
Na sequência em história em quadrinhos Fight Club 2, é revelado que o nome verdadeiro do Narrador é Sebastian. Dez anos após o romance original, o Narrador é retratado como trabalhando em uma empresa empreiteira militar, e ele e Marla são casados e têm um filho de nove anos de idade, chamado Junior. Após o Junior morrer em um incêndio na casa, é revelado que a mãe e pai de Sebastian, morreram em outros dois  incêndios separados. Ao contrário do filme, a aparência de Tyler é baseada em um amigo pessoal do autor, descrito como tendo "ombro-comprimento-Jesus e cabelo loiro." O seu temperamento é um pouco mantido sob controle através das meditações de Sebastian .

### Filme
Em 1999, o filme Fight Club, baseado no romance de Palahniuk e dirigido por David Fincher, o Narrador é interpretado por Edward Norton, enquanto Tyler é interpretado por Brad Pitt. Os atores começaram a preparação para suas funções, tendo aulas de boxe, lutando, taekwondo, e saboaria. Pitt tomou a decisão de visitar um dentista para ter pedaços de seus dentes da frente quebrados para que o personagem de Tyler tivesse dentes imperfeitos. Os pedaços foram restaurados após a produção do filme ser concluída.
A retratação do Narrador e Tyler do filme é semelhante ao do romance, com algumas diferenças. Ao contrário do romance, os dois se encontram, durante um vôo, em vez de em uma praia de nudismo, e a cinemática encarnação de Tyler não assassina qualquer pessoa, ao contrário da versão literária. Além disso, enquanto o romance termina com o Narrador em um hospital psiquiátrico, o filme termina com o Narrador e Marla em um arranha-céu, com vista para o horizonte, que é detonado devido aos  explosivos do Projeto Mayhem.
Como no romance, o Narrador não tem um nome, embora o script refere-se a ele como "Jack". Enquanto o romance apresenta o Narrador, referindo-se a ele como "Joe" dos artigos do Reader's Digest, a adaptação para o cinema substitui o "Joe" com "Jack".

### Vídeo games
Em 2004, o jogo eletrônico Fight Club, desenvolvido pela Genuine Games e lançado pela Vivendi, o Narrador é dublado por Dave Wittenberg , enquanto Tyler é dublado por Joshua Leonard.

## Recepção
Em 2008, Tyler foi selecionado pela revista Empire como o melhor personagem de filme de todos os tempos. Quando a lista foi refeita em 2015, ele foi colocado no número 8.